# Cerveteri
Cerveteri (tiếng Ý: [tʃerˈvɛːteri]) là một thị trấn và cộng đồng nằm ở phía bắc Lazio thuộc Thành phố đô thị Thủ đô Roma. Được biết đến với tên gọi La Mã cổ đại Caere và trước đây người Etruscan gọi là Caisra hoặc Cisra, và những người Hy Lạp gọi là Agylla. Tên hiện đại của nó bắt nguồn từ Caere Vetus được sử dụng trong thế kỷ 13 để phân biệt với thị trấn Caere Vetus hiện tại.
Đây là thành phố Etruscan cổ đại và là một trong những thành phố Etruscan quan trọng nhất với diện tích lớn hơn 15 lần so với thị trấn ngày nay. Caere là một trong những thành phố tự trị của Liên minh Etruscan và ở đỉnh cao của nó vào khoảng năm 600 TCN, dân số của nó có lẽ khoảng 25.000 - 40.000 người.

## Vị trí
Thành phố cổ nằm cách bờ biển 7 km là một nơi buôn bán giàu có nhờ vào các mỏ quặng sắt ở Tolfa. Khu vực có cảng biển Pyrgi nối với Caere bằng một con đường rộng 10 mét và dài 13 km. Pyrgi là nơi có ngôi đền hoành tráng có từ năm 510 TCN được xây bởi vua Caere dành riêng cho nữ thần Leucothea và Eileithyia. Trong đó các tác phẩm điêu khắc đẹp mắt và ấn tượng nhất được trưng bày tại Villa Giulia.

## Di tích
Thành phố cổ rất ít người biết đến mặc dù có nhiều ngôi đền của nhiều giai đoạn lịch sử khác nhau tại đây. Hai trong số đó đã được khai quật, trong khi số còn lại nằm ở phía bắc thành phố. Một phần của các bức tường thành phố vẫn còn được nhìn thấy, và một cuộc khai quật đã phát hiện ra một nhà hát cổ đại. Nhiều ngôi mộ bị khai quật bất hợp pháp, và trong nhiều thế kỷ, nhiều đồ vật phong phú tinh xảo bao gồm cả đồ trang sức và đồ gốm đã bị đưa đến nhiều bảo tàng trên khắp thế giới. Một trong số những tác phẩm nghệ thuật nổi bật và ấn tượng nhất phải kể đến Sarcophagus of the Spouses (Quan tài của vợ chồng).

### Nghĩa địa Banditaccia
Điểm thu hút và nổi tiếng nhất của Cerveteri là Nghĩa địa Banditaccia (tiếng Ý: Necropoli della Banditaccia), một địa điểm nằm trong danh sách Di sản thế giới của UNESCO như là một phần của Các mộ địa Etruscan ở Cerveteri và Tarquinia. Nghĩa địa này có diện tích 400 hécta (990 mẫu Anh), trong đó khu vực có thể tham quan rộng 10 hécta (25 mẫu Anh), bao gồm tổng cộng 1.000 ngôi mộ đặc trưng bởi các gò đất. Nó là nghĩa địa cổ đại lớn nhất khu vực Địa Trung Hải.
Nghĩa địa có niên đại từ thế kỷ 9 TCN (văn hóa Villanovan) cho đến thế kỷ 3 TCN (văn hóa Etruscan). Những ngôi mộ sớm nhất có dạng một cái hố, trong đó tro cốt của người đã chết đặt trong một ngôi nhà. Những ngôi mộ nổi bật nhất tại nghĩa trang bao gồm:
- Lăng mộ Regolini-Galassi có niên đại giữa thế kỷ 7 TCN nổi bật với rất nhiều các đồ vật bằng vàng
- Lăng mộ Capitelli có niên đại thế kỷ 6 TCN
- Lăng mộ của Khiên và Ghế, giữa thế kỷ 6 TCN
- Lăng mộ Sư tử núi, năm 620 TCN
- Lăng mộ Phù điêu, thế kỷ 4 đến 2 TCN